# Trupanea nymphula
Trupanea nymphula är en tvåvingeart som först beskrevs av Blanchard 1852.  Trupanea nymphula ingår i släktet Trupanea och familjen borrflugor. Inga underarter finns listade i Catalogue of Life.